# The Sun (Sydney)
Pour les articles homonymes, voir The Sun (homonymie).
The Sun est un journal australien publié l'après-midi. Sa parution débute en 1910 en grand format et à partir de 1947 au format tabloïd. Au cours de la vie du journal, la société mère, Sun Newspaper Ltd, change plusieurs fois de main et est finalement rachetée en 1953 par la Fairfax Holdings. La publication du journal s'arrête en 1988, son contenu étant repris en partie par le Sun-Herald.

## Histoire
En juillet 1910, Hugh Denison fonde la société Sun Newspaper Ltd et reprend la publication du vieux et moribond Australian Star, publié depuis 1887, et de son petit frère, le Sunday Sun, publié depuis le 5 avril 1903. Il nomme Montague Grover (en) comme rédacteur en chef. L'Australian Star devient The Sun, et le Sunday Sun devient The Sun : Sunday edition le 11 décembre 1910. Selon ses dires, sous l'en-tête de cette édition, il est écrit « une circulation plus importante en Australie que celle de tout autre journal du dimanche »,. On considère souvent à tort que The Sun est le premier journal australien lié à une grande ville avec une une mais il s'agit en réalité du The Herald (Melbourne) (en).
Denison vend en avril 1925 l'entreprise à The Herald and Weekly Times, société détenue par Rupert Murdoch,,. En 1931, la Sun Newspapers Ltd se lie avec la Samuel Bennet Ltd pour former la Associated Newspapers Ltd,,.
En 1947, le journal passe du grand format au format tabloïd.
En 1953, The Sun est racheté par la Fairfax Holdings basée à Sydney et devient le compagnon de l'après-midi du Sydney Morning Herald. Au même moment, l'ancienne édition du dimanche, le Sunday Sun, est supprimée et fusionnée avec le Sunday Herald pour former le tabloïd Sun-Herald,,,.
La publication de The Sun cesse le 14 mars 1988,. Une partie de son contenu est repris dans le Sun-Herald.

## Numérisation
Certains numéros du journal ont été numérisés dans le cadre du programme de numérisation des journaux australiens de la Bibliothèque nationale d'Australie,.

### Biographie
- (en) Victor Isaacs et Rod Kirkpatrick, Two hundred years of Sydney newspapers: a short history, Rural Press, 2003 (OCLC 52502926, lire en ligne)